# Gerhard Ernst Franck de Franckenau
Gerhard Ernst Franck de Franckenau (30. juli 1676 i Heidelberg (?) – 21. juli 1749 i Wien) var en dansk diplomat, bror til Georg Friedrich Franck de Franckenau.
Hans fader var lægen Georg Franck de Franckenau. 20 år gammel sendtes han som dansk legationssekretær til Pinneberg, senere til Spanien (1698-1700) og endelig 1720 til Wien, hvor han opholdt sig i mange år. Han udnævntes til justitsråd 1733 og døde i Wien 21. juli 1749. Franckenau var medudgiver af en salmebog for det danske gesandtskabskapel i Wien (1748). Universitetsbiblioteket i København ejer den store hymnologiske samling, som Franckenau bragte til veje på prinsesse Charlotte Amalies opfordring; den er ledsaget af udførlige registre og består af over 550 numre: Salmebøger og gejstlige melodibøger, dels trykte, dels håndskrevne, mest tyske, med enkelte danske iblandt; størstedelen er fra det 17. og 18. århundrede, dog findes der også nogle fra det 16. Fremdeles efterlod han en del samlinger til dansk adelshistorie, som gik til grunde med Det kgl. Håndbibliotek ved Christiansborg Slots brand 1794. Som legationssekretær i Madrid havde han samlet et godt bibliotek af spansk litteratur, der imidlertid ikke kom hans fædrelands bogsamlinger til gode, idet det købtes af Lord Sunderland. Om hans interesse for spanske forhold vidner desuden hans to værker: Sacra Themidis Hispanæ arcana (fremstilling af den spanske retshistorie og den i Franckenaus tid gældende retspraksis; Hannover 1703, nyere udg. Madrid 1780) og Bibliotheca Hispanica historico-genealogico-heraldica (bibliografisk værk over den spanske historiske litteratur i form af et forfatterlexikon, Leipzig 1724).